# Docosia sciarina
Docosia sciarina är en tvåvingeart som först beskrevs av Johann Wilhelm Meigen 1830.  Docosia sciarina ingår i släktet Docosia och familjen svampmyggor. Arten är reproducerande i Sverige. Inga underarter finns listade i Catalogue of Life.